# Helina subdensibarbata
Helina subdensibarbata este o specie de muște din genul Helina, familia Muscidae, descrisă de Xue și Yang în anul 1998.
Este endemică în Zhejiang. Conform Catalogue of Life specia Helina subdensibarbata nu are subspecii cunoscute.